# 渡辺なつみ (陸上選手)
渡辺なつみ（わたなべ なつみ、1988年8月16日 - ）は、日本の陸上競技選手である。種目は400mを主としている。新潟市立亀田中学校、新潟県立長岡高等学校、福島大学出身。
2007年の日本選手権では、予選で53秒40の自己ベストをマーク。これは、大学の先輩丹野麻美に次ぐ当時の日本ジュニア2位の記録となった。同年の世界選手権では、4×400mリレーで代表入り（補欠）した。

## 記録
- 400m － 53秒40 （2007年6月29日）
- 800m － 2分06秒31 （2007年10月7日）